# リーマン幾何学
リーマン幾何学（リーマンきかがく、英: Riemannian geometry）とは、リーマン計量や擬リーマン計量と呼ばれる距離の概念を一般化した構造を持つ図形を研究する微分幾何学の分野である。このような図形はリーマン多様体、擬リーマン多様体とよばれる。ドイツの数学者ベルンハルト・リーマンに因んでこの名前がついている。1850年代に確立された。
楕円・放物・双曲の各幾何学は、リーマン幾何学では、曲率がそれぞれ正、0、負の一定値をとる空間（それぞれ球面、ユークリッド空間、双曲空間）上の幾何学と考えられる。なお、楕円幾何学のことをリーマン幾何と呼ぶことがあるが、本稿で述べるリーマン幾何学はそれとは異なるものである。
アルベルト・アインシュタインは、重力、即ち、一様ではなく湾曲した時空を記述するのに擬リーマン多様体の枠組みが有効であることを見いだし、リーマン幾何学を数学的核心とした一般相対性理論を構築した。

## リーマン幾何学の古典定理
下記は、リーマン幾何学の古典定理のリストとしては不十分である。重要で、美しく、単純な定式化となっているものを選択した。結果の大半は、ジェフ・チーガー(Jeff Cheeger)と E. Ebinの古典的な単行本で探すことができる。
与えられる定式化は、極めて完全、最も一般的というわけではない。このリストは基本的定義を既に知り、これらの定義が何であるかを知ろうとする人向けのものである。

### 一般的定理
1. ガウス・ボネの定理 コンパクト 2-次元リーマン多様体 M のガウス曲率の積分は、2πχ(M) に等しい。ここに χ(M) は M のオイラー標数である。この定理は、任意のコンパクトな偶数次元のリーマン多様体へ一般化できる。一般ガウス・ボネの定理を参照。
2. ナッシュの埋め込み定理も、リーマン幾何学の基本定理と呼ばれる。この定理は、すべてのリーマン多様体はユークリッド空間 Rn の中へ等長的に埋め込む(embedded)ことができる。

### 大域幾何学
空間の大域的構造についての情報を導くために、次の定理はみな、空間のある局所的な振る舞いを前提とする（普通は曲率を使い定式化する）。大域的構造は、多様体のトポロジカルなタイプの情報と「充分大きな」距離での点の振る舞いについての情報を含んでいる。

#### 挟まれた断面曲率
1. 球面定理 M が単連結コンパクト n-次元リーマン多様体の断面曲率が 1/4 と 1 の間に挟まれていると、M は球に微分同相である。
2. チーガーの有限性定理 定数 C, D と V に対して、断面曲率が |K| ≤ C で、半径が ≤ D で、体積が ≥ V である（微分同相を同一視して）コンパクトな n-次元のリーマン多様体は有限個しか存在しない。
3. グロモフの概平坦多様体（英語版）(Gromov's almost flat manifolds) n-次元リーマン多様体が断面曲率 |K| ≤ εn であり、半径が ≤ 1 であれば、有限被覆がnil-多様体（英語版）(nil manifold)に微分同相であるような εn > 0 が存在する。

#### 断面曲率の下界
1. チーガー・グロモルのソウル定理（英語版）(Cheeger-Gromoll's Soul theorem) M が非コンパクトな完備非負な曲率を持つ n-次元リーマン多様体とすると、M はコンパクトな全測地部分多様体 S をもち、M が S の法バンドルと微分同型である（S を M のソウル(soul)と呼ぶ）。特に、M が M のどの点でも厳密に（0 となることを除く）正の曲率を持つと、M は Rn に微分同相である。グリゴリー・ペレルマン(G. Perelman)は、1994年に驚くほどエレガントで短く、M は「一点でのみ正曲率を持つと Rn である」というソウル予想を証明した。
2. グロモフのベッチ数定理(Gromov's Betti number theorem) M がコンパクトで連結な n 次元の正の断面曲率をもつリーマン多様体ならば、ベッチ数の和が多くとも C となるような定数 C = C(n) が存在する。
3. グローブ・ピーターソンの有限性定理(Grove–Petersen's finiteness theorem) 定数、C, D, と V が与えあられると、断面曲率 K ≥ C, 半径 ≤ D で、体積 ≥ V であるようなコンパクト n-次元リーマン多様体の有限個のホモトピータイプしかない。

#### 断面曲率の上界
1. カルタン・アダマールの定理（英語版）(Cartan–Hadamard theorem)は、非正な断面曲率をもつ完備単連結リーマン多様体 M は、任意の点での指数写像（英語版）(exponential map)を通して、n = dim M 次元のユークリッド空間 Rn に微分同相であるという定理である。この定理は、非正な断面曲率を持つ単連結な完備リーマン多様体の任意の 2点は、一意な測地線により結ぶことができる。
2. 負の断面曲率を持つ測地フロー（英語版）(geodesic flow)は、エルゴード的である。
3. M が厳密に（0 を含めない）負の定数 k の上界を持たない断面曲率をもつ完備なリーマン多様体であれば、CAT(k)空間（英語版）(CAT(k) space)である。逆に、M の基本群 Γ = π1(M) がグロモフの意味の双曲的（英語版）(Gromov hyperbolic)である。このことは基本群の性質に対して多くの意味を持っている。

- 基本群が有限表現(finitely presented)される。
- Γ のワード問題(word problem)は正の解を持つ。
- 群 Γ は有限の仮想コホモロジー次元(cohomological dimension)を持つ。
- 有限位数の元は有限個の共役類しかない。
- Γ のアーベル的な部分群は、仮想巡回的(virtually cyclic)であるので、Z×Z に同型な部分群をもたない。

#### 下界なリッチ曲率
1. メイヤーの定理（英語版）(Myers theorem) コンパクトなリーマン多様体が正のリッチ曲率を持つと、基本群は有限群となる。
2. 分裂定理（英語版）(Splitting theorem) 完備 n-次元リーマン多様体は、非負なリッチ曲率と真っ直ぐな直線（各々の点の間の距離を極小化する測地線）を持つと、実直線と非負なリッチ曲率を持つ完備 (n-1)-次元リーマン多様体の積と等長である。
3. ビショップ・グロモフの不等式（英語版）(Bishop–Gromov inequality) 正のリッチ曲率を持つ完備 n-次元リーマン多様体の中の半径 r の球の体積は、多くともユークリッド空間の中の同一半径 r の球の体積しか持たない。
4. グロモフのコンパクト性定理（英語版）(Gromov's compactness theorem) 正のリッチ曲率と多くとも半径 D を持つすべてのリーマン多様体は、グロモフ・ハウスドルフ計量(Gromov-Hausdorff metric）でプレコンパクトである。

#### 負のリッチ曲率
1. 負のリッチ曲率を持つコンパクトリーマン多様体の等長群は離散的(discrete)である。
2. 次元が n ≥ 3 であるすべての滑らかな多様体は、負のリッチ曲率のリーマン計量を持つ[注釈 1]。（曲面に対しては正しくない。）

#### 負のスカラー曲率
1. n-次元トーラスは正のスカラー曲率を持たない。
2. n-次元リーマン多様体の単射半径(injectivity radius)が ≥ π であれば、平均スカラー曲率は多くとも n(n-1) である。